# Menace de glace
Pour plus de détails, voir Fiche technique et Distribution.
Menace de glace (Arctic Blast, litt. « Souffle de l’Arctique ») est un téléfilm catastrophe canado-australien réalisé par Brian Trenchard-Smith, diffusé en 2010.

## Synopsis
Une éclipse solaire menace de transformer la planète en boule de glace. Un physicien tente d'alerter la communauté scientifique qu'un nouvel âge de glace se prépare, mais ses confrères font la sourde oreille. C'est alors qu'une gigantesque masse d'air froid s'abat sur le Pacifique…
En effet, lors de l'éclipse solaire, de l'air glacial est envoyé sur la Terre par un trou dans la couche d'ozone provoquant une réaction en chaîne d'événements catastrophiques qui engloutissent peu à peu le monde sous la glace…

## Fiche technique
Sauf indication contraire, les informations mentionnées dans cette section peuvent être confirmées par la base de données cinématographiques IMDb,  présente dans la section « Liens externes ».
- Titre original : Arctic Blast
- Titre français : Menace de glace
- Réalisation : Brian Trenchard-Smith
- Scénario : Jason Bourque
- Musique : Mario Sévigny
- Décors : Leslie Binns
- Costumes : Andy Tait
- Photo : Marc Windon
- Montage : Robert Newton
- Production : Gina Black et Stefan Wodoslawsky
- Société de production : Screen Tasmania
- Société de distribution : IFM/Filmways
- Budget : 5 millions de dollars[réf. souhaitée]
- Pays d’origine :  Australie /  Canada
- Langue originale : anglaise
- Genre : catastrophe
- Durée : 92 minutes
- Dates de diffusion :
  - États-Unis : 30 mai 2010 (avant-première)
  - Australie : 4 août 2010 (Festival de film canadien à Sydney)
  - Belgique : 20 novembre 2010
  - France : 4 mars 2011 sur TF1

## Distribution
- Michael Shanks (VF : William Coryn) : Jack Tate
- Alexandra Davies (VF : Odile Schmitt) : Emma Tate
- Indiana Evans (VF : Ludivine Maffren) : Naomi Tate
- Alan Andrews : Harold
- Saskia Hampele : Dr Zoe Quinn
- Judith Baribeau : Tammy
- Bruce Davison : Winslaw
- Bodane Hatton : Jarrod
- Anne McCaffery : Samantha
- Stan Gottschalk : le général
- Isabel Hoysted : Marlene
- Nick Falk : Brent